# András Tóth
Pour les articles homonymes, voir Tóth.
András Tóth est un joueur de football hongrois né le 5 septembre 1949 à Újpest. Il évoluait au poste de milieu de terrain.

## Biographie

### En club
Durant ses douze saisons passées au sein de l'Újpest FC, il remporte à neuf reprises le championnat de Hongrie. Il joue également pour le club belge du Lierse SK, puis pour le MTK Budapest FC.
Avec le club d'Újpest, il dispute un total de 33 matchs en Coupe d'Europe des clubs champions. Il atteint les demi-finales de cette compétition lors de la saison 1973-1974, en étant éliminé par le club allemand du Bayern Munich.

### En équipe nationale
Il reçoit 17 sélections en équipe de Hongrie entre 1973 et 1979.
Il joue son premier match en équipe nationale le 13 juin 1973 contre la Suède et son dernier le 26 septembre 1979 contre l'équipe d'Autriche.
Il dispute la Coupe du monde 1978 avec la sélection hongroise et inscrit à cette occasion son seul but sous le maillot national, lors du match contre l'Italie, le 6 juin.

## Palmarès
- Champion de Hongrie en 1969, 1970, 1971, 1972, 1973, 1974, 1975, 1978 et 1979 avec l'Újpest FC
- Vainqueur de la Coupe de Hongrie en 1969, 1970 et 1975 avec l'Újpest FC